# Doug Favell
Douglas Robert Favell (St. Catharines, 5 aprile 1945) è un ex hockeista su ghiaccio canadese che nel corso della carriera ha militato come portiere nella National Hockey League.

## Carriera
Favell giocò a livello giovanile per due stagioni con i Niagara Falls Flyers nella Ontario Hockey Association insieme al futuro compagno di squadra Bernie Parent; proprio con i Flyers vinse nel 1965 la Memorial Cup. Quello stesso anno debuttò fra i professionisti nell'organizzazione dei Boston Bruins, formazione partner dei Niagara Falls Flyers. Nelle due stagioni successive non riuscì a debuttare in National Hockey League militando invece nei farm team in Central Hockey League e nella Western Hockey League.
Rimasto senza contratto nel 1967 Favell così come Parent fu selezionato durante l'NHL Expansion Draft dai Philadelphia Flyers, una delle sei nuove franchigie iscritte alla NHL. Nella prima stagione si alternarono fra i pali ma alla fine fu Parent a conquistare il ruolo di portiere titolare. Nel 1971 Favell diventò il titolare grazie alla cessione di Parent ai Toronto Maple Leafs.
Un anno prima Favell era entrato nella storia della NHL essendo stato il primo portiere a giocare con una maschera colorata: in occasione di Halloween infatti dipinse la propria maschera di arancione riprendendo i colori della squadra e quelli della zucca, simbolo della festività.
Nell'estate del 1973 Favell si trasferì ai Maple Leafs proprio in cambio dell'ex compagno di squadra Parent. Rimase a Toronto per tre anni, nel periodo in cui la sua ex squadra conquistò due Stanley Cup consecutive.
Nel 1976 Favell fu ingaggiato dai neonati Colorado Rockies, formazione di cui divenne presto il portiere titolare. Dopo due stagioni complete disputò il campionato 1978-79 in American Hockey League con il farm team dei Philadelphia Firebirds. Nonostante fosse stato selezionato dagli Edmonton Oilers durante l'NHL Expansion Draft 1979 Favell preferì ritirarsi dall'attività agonistica.

## Palmarès

### Club
- Memorial Cup: 1

Niagara Falls: 1965